# Ang Lee
Ang Lee (kinesiskt namn: 李安, pinyin: Lǐ Ān, Wade-Giles: Li3 An1), född 23 oktober 1954 i Tainan, Taiwan, är en taiwanesisk-amerikansk filmregissör. 
Ang Lee utbildade sig i USA och fick sitt internationella genombrott 1993 med filmen Bröllopsfesten.
Ang Lee är en prisbelönt regissör och har bland annat vunnit två Oscars i kategorin Bästa regi för Brokeback Mountain 2005 och 2013 för Berättelsen om Pi. Han nominerades även till samma pris för Crouching Tiger, Hidden Dragon i kategorierna Bästa film och Bästa regi.

## Filmografi, i urval
- 1992 – Pushing Hands (tuīshǒu)
- 1993 – Bröllopsfesten (xiyan)
- 1994 – Mat, dryck, man, kvinna (yin shi nan nü)
- 1995 – Förnuft och känsla
- 1997 – The Ice Storm
- 1999 – Ride with the Devil
- 2000 – Crouching Tiger, Hidden Dragon (Wo hu cang long)
- 2003 – Hulk
- 2005 – Brokeback Mountain
- 2007 – Lust, Caution (Se, jie)
- 2009 – Taking Woodstock
- 2012 – Berättelsen om Pi

## Priser och utmärkelser i urval
- 1993 Guldbjörnen i Berlins filmfestival för Bröllopsfesten
- 1995 Golden Globe Award för bästa film – drama för Förnuft och känsla
- 1995 BAFTA Award för bästa film för Förnuft och känsla
- 1995 Guldbjörnen i Berlins filmfestival för Förnuft och känsla
- 2000 Oscar för bästa utländska film för Crouching Tiger, Hidden Dragon
- 2000 Golden Globe Award för bästa regi för Crouching Tiger, Hidden Dragon
- 2000 Golden Globe Award för bästa utländska film för Crouching Tiger, Hidden Dragon
- 2000 BAFTA Award för bästa icke-engelskspråkiga film för Crouching Tiger, Hidden Dragon
- 2005 Guldlejonet i Venedigs filmfestival för Brokeback Mountain
- 2006 Oscar för bästa regi för Brokeback Mountain.
- 2007 Guldlejonet i Venedigs filmfestival för Lust, Caution
- 2013 Oscar för bästa regi för Berättelsen om Pi.